# Brother Studios

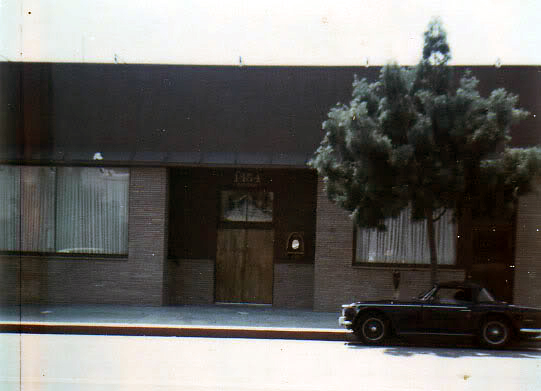
Exterior de los Brother Studios.

Brother Studios (más tarde rebautizado Crimson Sound) era el nombre de un estudio de grabación ubicado en 1454 5.ª, Santa Mónica (California) establecido por Carl y Dennis Wilson miembros de The Beach Boys.

## Historia
Brother Studios lleva el nombre del sello discográfico de The Beach Boys, Brother Records y abrió oficialmente para el uso público en mayo de 1974. El estudio era funcional ya en enero de 1974 para ciertos artistas de alto perfil como Elton John que habían comenzado a utilizar las instalaciones. Brother Studios sirvió como base principal para la grabación del material de The Beach Boys hasta que fue vendida al ingeniero Hank Cicalo y al músico de jazz Tom Scott, en 1978, posteriormente le cambiaron el nombre a Crimson Sound.

### Sesiones y grabaciones
| Session dates | Artist                        | Release                          |
| ------------- | ----------------------------- | -------------------------------- |
| 1974          | Elton John                    | Caribou                          |
| 1975          | Elton John                    | Blue Moves                       |
| 1975          | Jim Dutch                     | (álbum inédito)                  |
| 1975-1976     | The Beach Boys                | 15 Big Ones                      |
| 1976          | The Quick                     | Mondo Deco                       |
| 1976          | Dean Martin                   | Beached                          |
| 1976          | Helen Reddy                   | Ear Candy                        |
| 1976          | Lisa Hartman                  | Lisa Hartman                     |
| 1975-1977     | Dennis Wilson                 | Pacific Ocean Blue               |
| 1976-1977     | The Beach Boys                | Love You                         |
| 1977          | Crane                         | Crane                            |
| 1977-1978     | Dennis Wilson                 | Bambu (inédito)                  |
| 1978          | The Paley Brothers            | The Paley Brothers               |
| 1978          | Terry Reid                    | Rogue Waves                      |
| 1979          | Mink DeVille                  | Le Chat Bleu                     |
| 1979          | Tom Scott                     | Street Beat                      |
| 1979          | Ben Sidran                    | The Cat and the Hat              |
| 1979          | Donna Summer/Barbra Streisand | No More Tears (Enough is Enough) |
| 1979          | Nielsen/Pearson               | Nielsen/Pearson                  |